# Goatsnake
Goatsnake ist eine US-amerikanische Stoner-Doom-Band aus Los Angeles. Sie wurde Ende 1996 nach der Auflösung von The Obsessed gegründet.

## Geschichte
Die Mitglieder von Goatsnake spielten alle schon vorher in diversen anderen Bands. So war Sänger Peter Stahl früher Mitglied der Hardcore-Band Scream und der Rockband Wool. Ihr Gitarrist, Greg Anderson, spielte vorher bei Engine Kid und sowohl ihr Schlagzeuger, Greg Rogers, als auch ihr Bassist, Guy Pinhas, bei The Obsessed.
1998 veröffentlichte die Band ihre ersten beiden Singles, aber obwohl sie daraufhin im Untergrund bekannt wurden, erschien das Debütalbum erst 1999. Danach folgte eine Europatour mit Unida, Fatso Jetson und Electric Wizard.
Im Frühjahr 2000 verließ Guy Pinhas die Band. Als Bassist kam nun das vormalige Burning-Witch-Mitglied Stuart Dahlquist hinzu.
Nach mehreren kleinen Veröffentlichungen wurde das zweite und letzte Album, Flower of Disease, veröffentlicht. Obwohl es ein Jahr lang nicht bekanntgegeben wurde, verließ Dahlquist schon kurz darauf die Band.
Die Band löste sich laut Greg Anderson nie wirklich auf, sondern pausiert nur aufgrund zeitlicher Probleme. Goatsnake spielten auch auf dem Roadburn Festival 2010.

## Stil
The Encyclopedia of Heavy Metal bezeichnet Goatsnake als „supergroup of sorts“ und begründet dies mit der Professionalität der Mitglieder. Infolgedessen klänge ihr erstes Album namens Goatsnake I, das im Mai 1999 erschien, „so konzentriert und auf den Punkt gebracht“ („so tight and focused“), als sei es bereits ihr fünftes. Der Kontrast zwischen der „geschmeidigen und seelenvollen“ Stimme Stahls und dem „schwer stampfenden, tiefen“ Gitarrensound wird gelobt.
Sie selbst beschrieben ihre Musik folgendermaßen: „Imagine Ozzy with Stevie Wonder's soul.“

## Diskografie

### Alben
- I LP (Rise Above Records, 1999)
- Flower of Disease CD (Man’s Ruin Records, 2000)
- Black Age Blues CD (Southern Lord, 2015)

### EPs
- IV 7" (Prosthetic Records 1998)
- Man of Light 7" (Warpburner Records 1998)
- Goatsnake/Burning Witch split CD (Hydra Head Records 2000)
- Dog Days CD (Southern Lord 2000)
- Trampled Under Hoof CD (Southern Lord 2004)

### Kompilationen/Wiederveröffentlichungen
- I + Dog Days CD (Southern Lord Records 2004)

### Samplerbeiträge
- "Hot Rod" on Rise 13: Magick Rock, Vol. 1 (Rise Above Records 1999)